# Dysdera vignai
Dysdera vignai là một loài nhện trong họ Dysderidae.
Loài này thuộc chi Dysdera. Dysdera vignai được Fulvio Gasparo miêu tả năm 2003.